# Pyrgulopsis davisi
Pyrgulopsis davisi är en snäckart som först beskrevs av Taylor 1987.  Pyrgulopsis davisi ingår i släktet Pyrgulopsis och familjen tusensnäckor. IUCN kategoriserar arten globalt som otillräckligt studerad. Inga underarter finns listade i Catalogue of Life.